# Jones Academy
Jones Academy är ett skolinternat för choctawelever i Pittsburg County i Oklahoma i USA. Det grundades 1891 och drivs av Choctawnationen i Oklahoma. Det ligger omkring åtta kilometer nordöst om Hartshorne.

## Bakgrund
Choctawindianerna engagerade sig tidigt i utbildning som ett medel att stå emot trycket av det vita samhälle som i början av 1800-talet trängde sig in i deras område i nuvarande delstaten Mississippi i sydöstra USA. De inbjöd amerikanska kyrkor att öppna missionsskolor i den dåvarande Choctawnationen. 
Den första internatskolan öppnades 1825 på Richard Johnsons gård Blue Springs i närheten av Great Crossings nuvarande Scott County i Kentucky. Pojkskolan Choctaw Academy drevs delvis med federala medel enligt ett fördrag mellan Choctawnationen och den federala regeringen, och den var därmed unik som civil skola. Endast den och United States Military Academy i West Point fick vid denna tid federala medel. Till en början var eleverna enbart choctawbarn, men så småningom öppnades skolan för barn från andra indiannationer och -stammar.
Choctawerna tvingades enligt ett påtvingat fördrag 1830 flytta till ett indianreservat i Indianterritoriet (nuvarande Oklahoma). Ledarna för Choctawnationen genomdrev sedermera att undervisningen för choctaweleverna i Choctaw Academy, vilken som mest 1835 hade 188 elever, flyttades till nyöppnade skolor i Oklahoma, samtidigt som också internatundervisningen ordnades för flickor. Choctaweleverna flyttade till Oklahoma 1842.

## Skolpolitik i den nya Choctawnationen i Indianterritoriet
Peter Pitchlynn, senare överhövding för choctawerna, utarbetade en ambitiös utbildningspolitik för både gossar och flickor, som antogs av choctawernas högsta råd och som implementerades under 1840-talet under ledning av Presbyterianska kyrkans yttre mission. Som direkt ersättare för av Choctaw Academy i Blue Springs i Kentucky inrättades Spencer Academy i nuvarande Spencerville. Skolsystemet stängdes under Amerikanska inbördeskriget. Skolorna kom igång igen efter kriget, nu med Choctawnationen i Oklahoma som huvudman. 
I samband med att Oklahoma blev en delstat 1907 tvingade den federala regeringen fram en upplösning av Choctawnationen, Detta medförde att  chowtawerna fråntogs huvudmannaskapet över skolorna, och att internatskolorna som skolform efter hand upphörde. Jones Academy har dock överlevt såsom enda internat för choctawbarn, med undervisning av eleverna i ordinarie skolor i den närbelägna orten Haworth, bland annat Haworth High School. På internat bor omkring 200 elever i klasserna 1–12.